# Jacques Duphly
Jacques Duphly (o du Phly) (Ruan, 12 de enero de 1715 - París, 15 de julio de 1789) fue un compositor, organista y clavecinista francés.
Alumno de François d'Agincourt, comienza su carrera de organista en la catedral de Évreux y posteriormente en varias iglesias de Ruan. Más tarde se instalaría en París para desde entonces dedicarse exclusivamente al clavecín, como profesor y como músico independiente, frecuentando los elegantes salones parisinos en los que adquirió una gran reputación.
Su obra comprende cuatro libros de piezas aparecidos respectivamente en 1744, 1748, 1756 y 1768. Estas piezas, a menudo exclusivas para virtuosos, recopilan la última evolución de la composición para el clavicémbalo antes de que este instrumento desapareciera a causa de la predilección de los músicos por el pianoforte. Si las primeras creaciones se inscriben en la gran tradición francesa ejemplificada por Couperin, las últimas resurgen claramente del estilo galante común durante las vísperas de la Revolución de 1789. 
Después de 1768, se sabe que sigue enseñando al menos hasta 1783, después desaparece en el más completo anonimato, puede que abandonando absolutamente toda actividad musical (en el momento de su muerte, en el inventario que se hizo de sus pertenencias, no apareció ningún clavicémbalo).
La vida de Duphly se inscribe exactamente entre la muerte de Luis XIV y la Revolución francesa, como símbolo de una época que se acaba: la del absolutismo y la del instrumento que para muchos lo representaba.

## Obras
- Allemande
- Deux rondeaux
- La boucon
- La forqueray
- Medea